# 申相玉
申相玉（：／ Shin Sang-ok；1926年10月18日—2006年4月11日），出生於北韓咸鏡北道清津市，是朝鮮半島的電影監製、導演。

## 經歷
京城中學校（今首爾高等學校）畢業後，東渡日本前往東京美術學校（今東京藝術大學）就學。
崔寅奎的《自由萬歲》，是申相玉首部有份參與的作品，也是韓國自日本獨立後的首部電影。
在1950到1960年代的韓國電影黃金時代，平均每年執導的電影達兩套以上，他又成立製片公司，在1960年代期間共拍了300多部電影，其中1964年的戰爭電影《紅巾特攻隊》更為其獲得第11屆亞洲影展最佳導演殊榮。
1953年，與演員崔銀姬結婚，婚後育有兩男兩女。
1970年代，申相玉的事業下滑，原因與當時韓國電影的嚴厲審查及政府的干預有關。
1976年離婚。
1978年，其製片公司被當時的總統朴正熙關閉。同年，與申相玉離婚不久的前妻崔銀姬在香港被北韓特務绑架，而申相玉前往香港調查期間也被綁。事件由金正日親手策劃，目的是要為北韓發展電影工業。但北韓當局否認有關的綁架指控，並聲稱他們是自願到來到北韓。當他們被綁架後不久，曾試圖逃脫，但不成功，並被當局關押，至1983年從獄中獲釋，並得悉被綁原因。
申相玉被北韓綁架期間，曾在金正日作為執行監製下，執導了七套電影，最有名的作品是怪獸電影《平壤怪獸》，內容暗示資本主義在不受任何拘束的情況下所帶來的影響。
1983年，與崔銀姬再婚。
1986年，他們利用前往的機會，趁機逃到維也納的美国大使馆，隨後前往美國尋求政治庇護。申相玉在美國曾化名為Simon Sheen執導電影。
1994年從美國返回韓國定居。
2004年，接受肝臟移植手術，但於兩年後因肝炎併發症在首爾大學醫院逝世。申相玉生前最後一部遺作是《冬天故事》，他逝世前正拍攝音樂劇《成吉思汗》。

## 作品列表
- 《成春香》
- 《冬天故事》
- 《成吉思汗》
- 《舍廊房客人與母親》
- 《成春香》
- 《燕山君》
- 《紅巾特攻隊》
- 《平壤爆擊隊》
- 《蒸發（朝鲜语：증발 (영화)）》
- 《平壤怪獸》
- 《寶貝威龍3》
- 《真由美》